# Chanbara

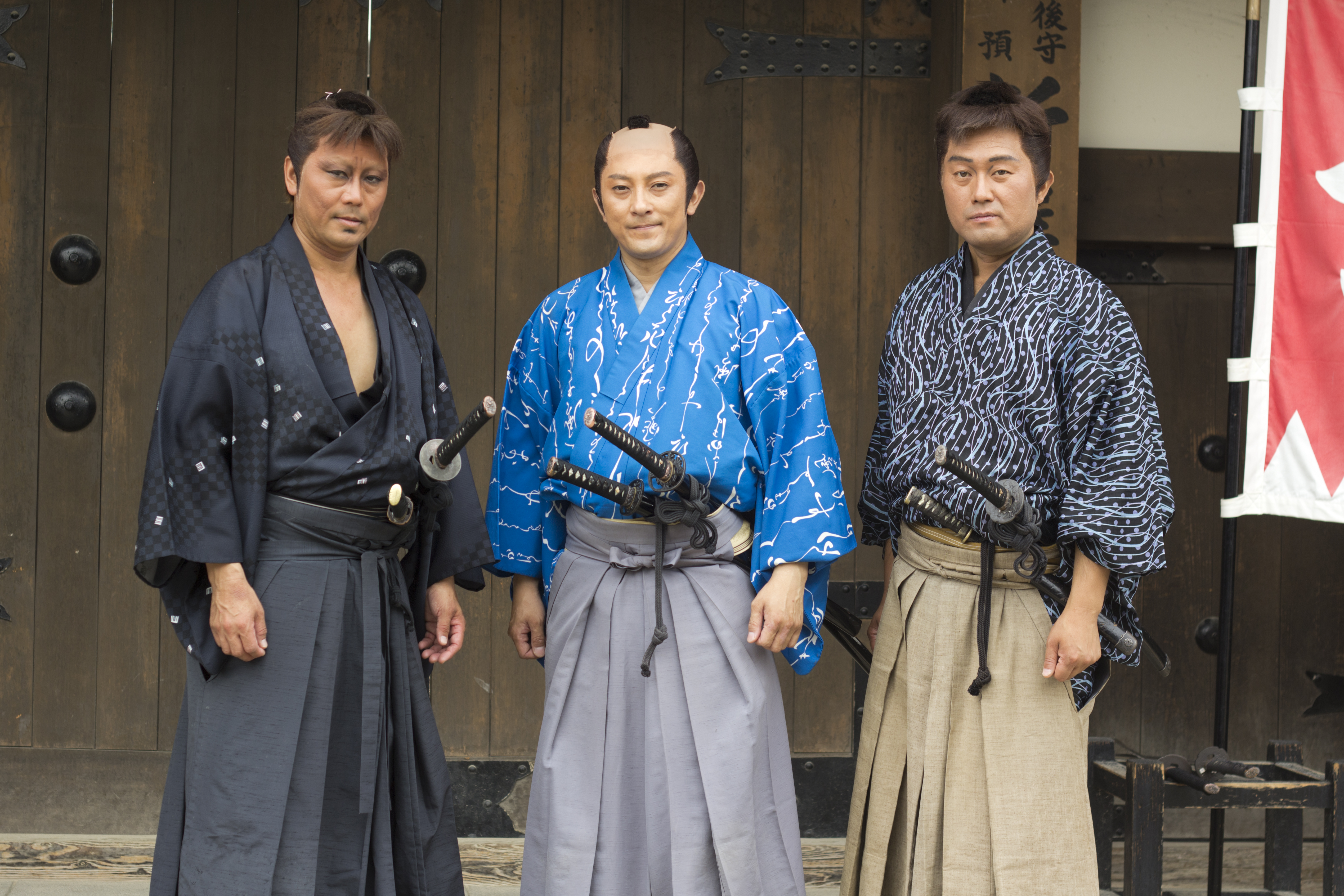
Actors caractetizats de samurai i ronin a l'estudi Eigamura de Kyoto.

Chanbara (チャンバラ "lluita d'espases"), a vegades també transcrit com chambara o txambara, és com s'anomena el gènere cinematogràfic japonès de samurais. El terme es referia inicialment a les escenes de lluita d'espases en el teatre i el cinema. El chanbara és un subgènere de jidaigeki, els drames d'època japonesos. Jidaigeki es refereix a una història ambientada durant un període històric, i que no necessàriament ha de tractar de samurais ni representar lluites d'espases.
Mentre que les primeres obres d'època sobre samurais eren més dramàtiques que no pas basades en l'acció, les pel·lícules de samurais posteriors a la Segona Guerra Mundial es van fer més basades en l'acció, amb personatges més foscos i violents. Les pel·lícules de samurais de la post-guerra tendien a retratar guerrers amb greus cicatrius físiques o psicològiques. Akira Kurosawa va estilitzar i exagera la mort i la violència a les èpiques samurai. Els seus samurais, així com d'altres representats al chanbara, són figures solitàries, més preocupades d'amagar les seves habilitats marcials que no pas de mostrar-les.
Històricament, el gènere sol establir-se durant l'era Tokugawa (1603-1868). El chanbara sovint se centra al final de la vida d'un samurai: moltes de les pel·lícules tracten sobre ronin, o samurais que s'enfronten al seu canvi d'estatus resultant d'una societat canviant.
Les pel·lícules de samurais es van fer constantment a principis de la dècada de 1970, però la sobreexposició a la televisió, l'envelliment de les grans estrelles del gènere i la contínua disminució de la indústria cinematogràfica japonesa van posar fi a la major part de la producció d'aquest gènere.

## Directors dechanbara

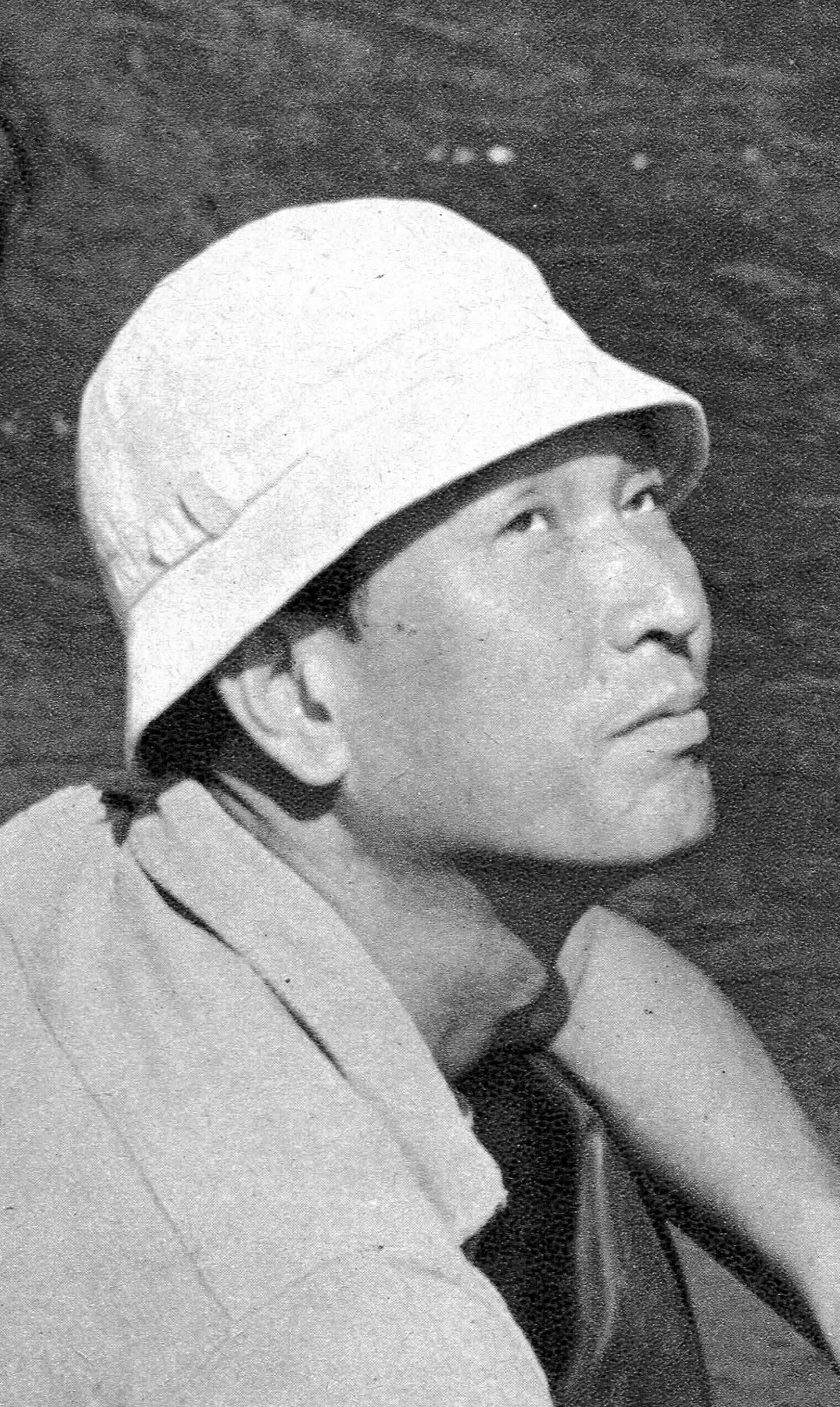
Akira Kurosawa és probablement el director de chanbara més conegut a occident.

Daisuke Itō i Masahiro Makino van ser fonamentals per al desenvolupament del chanbara durant l'època del cinema mut.
Akira Kurosawa és segurament el director més conegut per a les audiències occidentals, i també ha dirigit les pel·lícules samurais més conegudes per l'audiència occidental. Va dirigir Shichinin no Samurai, Rashōmon, Kumonosu-jō, i Yōjinbō entre altres. Va treballar molt sovint amb Toshirō Mifune, possiblement l'actor més famós del Japó del moment. El mateix Mifune tenia una productora que produïa chanbara, sovint amb ell d'actor protagonista. Dues de les pel·lícules de Kurosawa foren basades en les obres de William Shakespeare, Kumonosu-jō (Macbeth) i Ran (El Rei Lear). Una part de les seves pel·lícules es van versionar a Itàlia i als Estats Units com a westerns, o com a pel·lícules d'acció en altres contextos. La seva pel·lícula Shichinin no Samurai (els Set Samurais) és una de les fites més importants del gènere i la més coneguda fora del Japó. També il·lustra algunes de les convencions de la pel·lícula de samurais en què els personatges principals són ronin, lliures d'actuar tal com dicten les seves consciències. És important destacar que aquests homes tendeixen a fer front als seus problemes amb les seves espases i són molt hàbils en fer-ho. També mostra la impotència dels camperols i la distinció entre les dues classes.
Masaki Kobayashi va dirigir les pel·lícules Harakiri i Hairyō tsuma shimatsu, essent tots dos films cínics que mostren errors de lleialtat al clan.
Les pel·lícules de Kihachi Okamoto se centren en la violència d'una manera particular, concretament, a les seves pel·lícules Samurai, Kiru i Dai-bosatsu Tōge. Aquesta última essent particularment violenta. Els seus personatges es troben sovint allunats dels seus entorns, i la seva violència es mostra com una mala reacció al desconeixement.
Moltes de les pel·lícules de Hideo Gosha van ajudar a crear l'arquetip del proscrit samurai. Les pel·lícules de Gosha són tan importants com les de Kurosawa en termes de la seva influència, estil visual i contingut, però no són tan conegudes a occident. Les pel·lícules de Gosha sovint retraten la lluita entre el pensament tradicional i el modern, i eren decididament anti-feudals. Va deixar de filmar chanbara, canviant al gènere Yakuza, a la dècada de 1970. Algunes de les seves pel·lícules més destacades són Goyōkin, Bakumatsu Shidai Hitokiri, Sanbiki no Samurai i Kedamono no ken.
Kenji Misumi va filmar chanbara des dels anys cinquanta fins a mitjan anys setanta. Va dirigir aproximadament 30 pel·lícules en el gènere, incloent algunes de les pel·lícules de Kozure Ōkami i de la sèrie Zatōichi.
Un exemple excel·lent del tipus d'immediatesa i acció evident al chanbara seria la primera pel·lícula de Gosha Sanbiki no Samurai, basada en una sèrie de televisió. Tres pagesos segresten la filla del magistrat local per cridar l'atenció sobre la fam dels camperols locals, i apareix un ronin que decideix ajudar-los. En el procés, dos ronin amb aliances canviants s'uneixen al drama, eixamplant el conflicte, que eventualment condueix a traïció, assassinat i batalles entre exèrcits de ronin mercenaris.

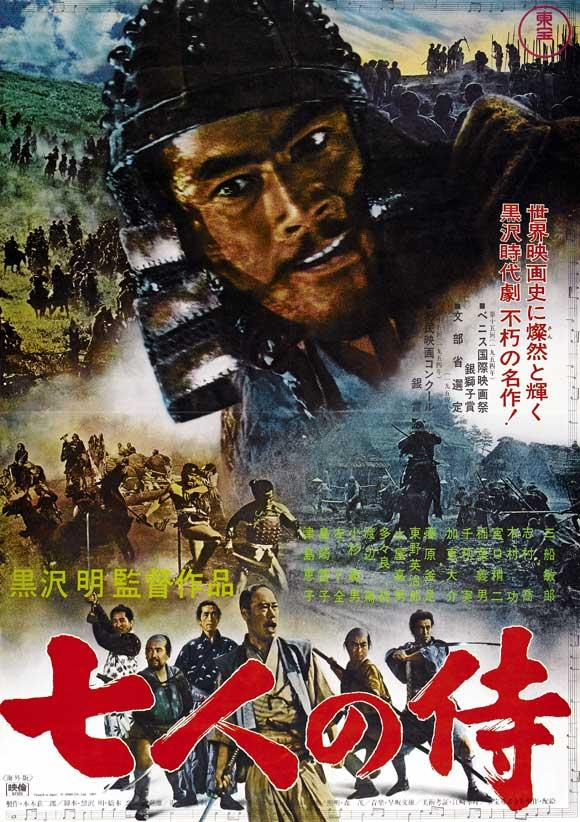
Cartell promocional de Shichinin no Samurai.

## Influències al cinema occidental
Inicialment, les primeres pel·lícules de samurais van estar influenciades pel gènere western que encara creixia abans i durant la Segona Guerra Mundial. Des d'aleshores, ambdós gèneres han tingut un impacte saludable l'un sobre l'altre. Dos pares del gènere, Akira Kurosawa i Masaki Kobayashi, van reconèixer estar influenciats per directors de cinema americans com John Ford.
Diverses pel·lícules occidentals han recreat chanbara en un context occidental. A Fistful of Dollars de Sergio Leone i Last Man Standing de Walter Hill són tots dos remakes de Yōjinbō. El personatge sense nom de Clint Eastwood es va modelar fins a cert punt en el ronin de Mifune que va aparèixer en tantes de les seves pel·lícules. Kakushi toride no san akunin va influir en George Lucas quan va crear Star Wars. Shichinin no Samurai ha estat versionada tant en western (The Magnificent Seven) com en ciència-ficció (Battle Beyond the Stars). Altres pel·lícules occidentals influenciades pel samurai inclouen Charles Bronson i Toshirō Mifune a Red Sun (1971), Ronin, de David Mamet (amb Jean Reno i Robert De Niro), Six-String Samurai (1998) i Ghost Dog: The Way of the Samurai (1999). El personatge de Zatōichi es va convertir en Blind Fury als Estats Units, protagonitzat per Rutger Hauer.

## Llistat dechanbararemarcables
| Títol | Director           | Data d'estrena                         | Comentaris                                                                                                   |
| --- | ------------------ | -------------------------------------- | --- |
| Orochi | Buntaro Futagawa   | 1925                                   | |
| Ninjō Kami Fūsen | Sadao Yamanaka     | 1937                                   | |
| Genroku Chūshingura | Kenji Mizoguchi    | 1941                                   | |
| Jakoman and Tetsu | Senkichi Taniguchi | 1949-07-11                             | |
| Rashōmon | Akira Kurosawa     | 1950-08-25                             | |
| Kanketsu Sasaki Kojirô: Ganryû-jima kettô                                                                                        | Hiroshi Inagaki    | 1951-10-26                             | Va ser la primera pel·lícula on Toshirō Mifune representava Musashi Miyamoto.                                |
| Araki Mataemon: Kettō kagiya no tsuji                                                                                            | Kazuo Mori         | 1952-01-03                             | |
| Jigokumon | Teinosuke Kinugasa | 1953-10-31                             | |
| Shichinin no Samurai | Akira Kurosawa     | 1954-04-26                             | |
| Trilogia samurai: - Miyamoto Musashi - Zoku Miyamoto Musashi: Ichijōji no Kettō - Miyamoto Musashi kanketsuhen: kettō Ganryūjima | Hiroshi Inagaki    | - 1954-09-26 - 1955-07-12 - 1956-01-01 | |
| Kumonosu-jō | Akira Kurosawa     | 1957-01-15                             | Versió de Macbeth.                                                                                           |
| Kakushi toride no san akunin | Akira Kurosawa     | 1958-12-28                             | Va servir de font d'inspiració per a Star Wars.                                                              |
| Aru kengo no shōgai | Hiroshi Inagaki    | 1959-04-28                             | Versió del Cyrano de Bergerac.                                                                               |
| Kunisada Chûji | Senkichi Taniguchi | 1960-03-29                             | |
| Yōjinbō | Akira Kurosawa     | 1961-04-25                             | A Fistful of Dollars és una versió d'aquesta pel·lícula.                                                     |
| Tsubaki Sanjūrō or Sanjuro | Akira Kurosawa     | 1962-01-01                             | |
| Seppuku | Masaki Kobayashi   | 1962-09-16                             | Va Guanyar un premi al Festival de Cinema de Cannes.                                                         |
| Chūshingura | Hiroshi Inagaki    | 1962-11-03                             | |
| Sanbiki no Samurai | Hideo Gosha        | 1964                                   | |
| Kedamono no ken | Hideo Gosha        | 1965                                   | |
| Samurai | Kihachi Okamoto    | 1965                                   | |
| Dai-bosatsu Tōge | Kihachi Okamoto    | 1966                                   | |
| Kiganjô no bôken | Senkichi Taniguchi | 1966                                   | |
| Jōi-uchi: Hairyō tsuma shimatsu                                                                                                  | Masaki Kobayashi   | 1967                                   | Va guanyar el premi Fipresci al Festival de Cinema de Venècia.                                               |
| Kiru | Kihachi Okamoto    | 1968                                   | |
| Fūrin Kazan | Hiroshi Inagaki    | 1969                                   | |
| Akage | Kihachi Okamoto    | 1969                                   | |
| Shinsengumi | Tadashi Sawashima  | 1969                                   | |
| Goyōkin | Hideo Gosha        | 1969                                   | |
| Hitokiri | Hideo Gosha        | 1969                                   | |
| Mekurano Oichi midaregasa | Hirokazu Ichimura  | 1969                                   | |
| Shinobi no shu | Kazuo Mori         | 1970                                   | |
| Zatōichi to Yōjinbō | Kihachi Okamoto    | 1970                                   | |
| Bakumatsu | Daisuke Itō        | 1970                                   | |
| Machibuse | Hiroshi Inagaki    | 1970                                   | |
| Kozure Ōkami: Kowokashi udekashi tsukamatsuru                                                                                    | Kenji Misumi       | 1972-01-15                             | Primera pel·lícula de la sèrie Kozure Ōkami.                                                                 |
| Yagyū Ichizoku no Inbō | Kinji Fukasaku     | 1978                                   | |
| Akō-jō danzetsu | Kinji Fukasaku     | 1978                                   | |
| Kagemusha | Akira Kurosawa     | 1980                                   | Nominada per a l'Oscar a Millor Pel·lícula Estrangera.                                                       |
| The Bushido Blade | Tsugunobu Kotani   | 1981                                   | |
| Satomi Hakken-den | Kinji Fukasaku     | 1984                                   | |
| Ran | Akira Kurosawa     | 1985                                   | Adaptació del Rei Lear. Va guanyar l'Oscar a Millor Vestuari.                                                |
| Zatōichi | Shintaro Katsu     | 1989-02-04                             | Dirigida, escrita i protagonitzada per Shintaro Katsu.                                                       |
| Ten to chi to | Haruki Kadokawa    | 1991-02-08                             | |
| Yon-jū-shichi-shi | Kon Ichikawa       | 1994                                   | |
| Ame agaru | Takashi Koizumi    | 1999                                   | |
| Tasogare Seibei | Yôji Yamada        | 2002-11-02                             | Nominada per a l'Oscar a Millor Pel·lícula Estrangera                                                        |
| Mibu Gishi Den | Yojiro Takita      | 2003-01-18                             | |
| Zatōichi | Takeshi Kitano     | 2003-09-02                             | Dirigida i protagonitzada per Takeshi Kitano, va guanyar el Lleó de PLata del festival de Cinema de Venècia. |
| Kakushi ken: Oni no tsume | Yôji Yamada        | 2004-10-30                             | |
| Bushi no Ichibun | Yôji Yamada        | 2006-12-01                             | |
| Katen no shiro | Mitsutoshi Tanaka  | 2009                                   | |
| Jūsannin no Shikaku | Takashi Miike      | 2010                                   | |
| Hisshiken Torisashi | Hideyuki Hirayama  | 2010-7-10                              | |
| Ichimei | Takashi Miike      | 2011                                   | |

## Actors
- Sonny Chiba
- Raizo Ichikawa
- Shintaro Katsu
- Beat Takeshi
- Hiroki Matsukata
- Toshirō Mifune
- Tatsuya Nakadai
- Kinnosuke Nakamura
- Denjiro Okochi
- Ryutaro Otomo
- Hiroyuki Sanada
- Tetsuro Tamba
- Tomisaburo Wakayama
- Ken Watanabe

## Directors
- Kinji Fukasaku
- Hideo Gosha
- Daisuke Ito
- Kon Ichikawa
- Hiroshi Inagaki
- Masaki Kobayashi
- Akira Kurosawa
- Kenji Misumi
- Kihachi Okamoto
- Kaneto Shindo
- Masahiro Shinoda
- Takeshi Kitano
- Yoji Yamada
- Sadao Yamanaka